# إيليس دالبي
إيليس دالبي (بالنرويجية البوكمول: Elise Dalby)‏ هي متسابقة ملكة الجمال وعارضة نرويجية، ولدت في 17 ديسمبر 1995 في هامار في النرويج.